# Pteris xichouensis
Pteris xichouensis là một loài thực vật có mạch trong họ Pteridaceae. Loài này được W.M. Chu & Z.R. He mô tả khoa học đầu tiên năm 2000.